# Isaiah Wilkerson
Isaiah Jamal Wilkerson (Staten Island, Nueva York, 13 de noviembre de 1990) es un exbaloncestista estadounidense. Con 1,91 metros de estatura, jugaba en la posición de escolta.

## Trayectoria deportiva

### Universidad
Jugó cuatro temporadas con los Highlanders del Instituto de Tecnología de Nueva Jersey, en las que promedió 14,0 puntos, 5,4 rebotes, 1,8 asistencias y 1,2 robos de balón por partido. En sus dos últimas temporadas fue incluido en el mejor quinteto de la ya desaparecida Great West Conference. En 2012 fue además elegido Jugador del Año de la conferencia.

### Profesional
Tras no ser elegido en el Draft de la NBA de 2012, sí lo fue en el Draft de la NBA Development League, donde los Tulsa 66ers lo seleccionaron en la octava ronda, en el puesto 118. Entró a formar parte del equipo y jugó dos temporadas, en las que promedió 6,2 puntos y 1,7 rebotes por partido.
En septiembre de 2014 fichó por los Titánicos de León de la Liga Nacional de Baloncesto Profesional de México, Jugó una temporada como titular, en la que promedió 20,5 puntos y 5,0 asistencias por partido. En el verano de 2015 fichó por los Atléticos de San Germán de la BSN de Puerto Rico, donde en quince partidos promedió 14,3 puntos y 4,3 asistencias.
En agosto de 2015 firmó con el BC Nokia de la Korisliiga finesa, donde jugó dos temporadas, perdiéndose casi la primera entera por lesión. En la segunda promedió 13,0 puntos y 3,6 rebotes por partido.
En agosto de 2017 se comprometió con el Legia Varsovia de la liga polaca, pero solo llegó a disputar cinco partidos, siendo cortado en el mes de noviembre. Regresó entonces a México para fichar por los Lobos UAD de Mazatlán, donde permaneció hasta mayo de 2018, cuando fichó por los Halcones de Ciudad Obregón del CIBACOPA.